# Carlos Hugo Hidalgo
Carlos Hugo Hidalgo Trejo (Ciudad de México, 28 de agosto de 1968) es un actor mexicano de teatro y de doblaje con 25 años de trayectoria. Trabaja actualmente como traductor y director. Entre otras actividades, es director general y fundador de la escuela de Artes Escénicas e Interpretativas «Percepción Studio» donde imparte las materias de locución, doblaje, y actuación. Así mismo, es fundador, director y locutor en la estación de radio por Internet Radio Percepción. Es conocido por ser la voz de Ranma Saotome chico en la popular serie de anime Ranma ½ y Papaleta en Un show más.
Paralelamente a su labor en Percepción, también trabaja como maestro de doblaje en la escuela Ezzenik, junto a su colega y amigo, el actor Erik Archundia.

## Filmografía

### Anime
- El anillo mágico - Miki Kaoru
- Flint: El detective del tiempo - Mite (Ranón)
- Inuyasha - Ginta (amigo de Koga) (Hiroyuki Yoshino)
- Las Chicas Superpoderosas Z - voces adicionales
- Ninja Kabuto - Jakki
- Ninja Rantaro - Shimbe (Shinbei)
- Ranma ½ - Ranma Saotome (Kappei Yamaguchi)
- Trigun - Nicholas D. Wolfwood
- Yu-Gi-Oh! - Sakashi Mihura
- Marco - Tonio (redoblaje)
- Shin-chan - Voces adicionales (temp. 1)
- Aprendiendo a vivir - Eric Matthews

#### Personajes episódicos
Pokémon

- Bruno (temporada 1)
- Squirtle (un cap.)
- Yas
- Rainer
- Cyrus
- Shingo Integrante de Trio Dugtrio
- Padre de Ephaim
- Entrenador de Hinmontop
- Kim
- Profesor Alden

### Películas de anime
- Pokémon: Mewtwo regresa (2000) - Cullen Calix
- Los Caballeros del Zodiaco Contraatacan (1996)- Shura de Capricornio (Kouji Totami)
- Los Caballeros del Zodiaco contra Lucifer (1996) - Milo de Escorpión
- Ranma ½ OVA: El dragón de las siete cabezas (1994) - Ranma Saotome (Kappei Yamaguchi)
- Street Fighter II: La película (1994) - Fei Long (Doblaje original)
- Akira (1988) - Mitsuru Kuwata (Yukimasa Kishino) (primera versión)
- El castillo de Cagliostro (1979) - Oficial de la Interpol